# Barbara Bush
Barbara Bush (nhũ danh Pierce; 8 tháng 6 năm 1925 – 17 tháng 4 năm 2018) là vợ của Tổng thống Hoa Kỳ thứ 41 George H. W. Bush, và là Đệ Nhất Phu nhân Hoa Kỳ từ năm 1989 đến năm 1993. Bà cũng là mẹ của Tổng thống Hoa Kỳ thứ 43 George W. Bush và Thống đốc thứ 43 của tiểu bang Florida Jeb Bush.

## Tuổi trẻ
Barbara Pierce là con thứ ba của Pauline Robinson (1896–1949) và chồng, Marvin Pierce (1893-1969), Pierce về sau là chủ tịch Công ty McCall, nhà xuất bản các tạp chí phụ nữ nổi tiếng Redbook và McCall's. Sinh ra và lớn lên trong thị trấn ngoại ô Rye, tiểu bang New York gần Thành phố New York, Barbara theo học tại Trường Rye Country, kế đến tại trường nội trú Ashley Hall ở Charleston, Nam Carolina.
Tổ phụ của bà, Thomas Pierce, là dân định cư từ lúc ban đầu của vùng New England, một trong những hậu duệ của ông là Franklin Pierce, Tổng thống thứ 14 của Hoa Kỳ. Mẹ của bà – người được tạp chí W miêu tả là "đẹp, tuyệt vời nhưng hay phê phán và xen vào chuyện người khác" và "từng là người đẹp đến từ Ohio với những sở thích thái quá" - thiệt mạng trong một tai nạn xe hơi do chồng gây ra khi ông, đang lúc điều khiển xe, với tay giữ chiếc cốc cà phê nóng khỏi đổ qua ghế của vợ. Xe của họ tông vào một bức tường đá khiến bà chết tại chỗ.

## Hôn nhân và Gia đình
Lúc 17 tuổi, trong một kỳ nghỉ Giáng sinh, Barbara gặp George H. W. Bush, đang theo học tại Học viện Phillips ở Andover, tiểu bang Massachusetts. Một năm rưỡi sau họ đính hôn, ngay trước khi Bush lên đường tham gia Chiến tranh thế giới thứ hai trong cương vị một phi công oanh tạc cơ phóng ngư lôi của Hải quân. Bush đặt tên cho ba chiếc máy bay của mình là Barbara, Barbara II, và Barbara III. Lúc Bush về phép Barbara đang là sinh viên Đại học Smith ở Northampton, Massachusetts, nhưng cô bỏ học và họ cưới nhau hai tuần sau đó, ngày 6 tháng 1 năm 1945. Sau chiến tranh, Bush tốt nghiệp Đại học Yale, cùng vợ đến sống ở Midland, tiểu bang Texas. Họ có sáu người con:
1. George W. Bush (6 tháng 7 năm 1946) Tổng thống thứ 43 của Hoa Kỳ và Thống đốc thứ 46 bang Texas
2. Pauline Robinson "Robin" Bush (20 tháng 12 năm 1949 – 11 tháng 10 năm 1953, chết vì bệnh bạch cầu)
3. John Ellis "Jeb" Bush (11 tháng 2 năm 1953) Thống đốc thứ 43 bang Florida
4. Neil Mallon Bush (22 tháng 1 năm 1955)
5. Marvin Pierce Bush (22 tháng 10 năm 1956)
6. Dorothy Bush Koch (18 tháng 8 năm 1959)

George H. W. Bush xây dựng một doanh nghiệp dầu mỏ, thành lập Công ty Zapata ở Texas. Trong thời gian này gia đình Bush đã trải qua 29 lần chuyển nhà. Barbara chăm sóc con cái trong khi chồng bà thường xuyên vắng nhà vì bận công chuyện khi ông đảm trách các chức vụ khác nhau trong chính quyền.

## Đệ Nhất Phu nhân Hoa Kỳ
Trong thời gian sống ở Toà Bạch Ốc, Barbara Bush được xem là điển hình cho mẫu Đệ Nhất Phu nhân thích đứng ở sau hỗ trợ cho chồng hơn là tham gia tích cực vào chính sự. Với mái tóc bạc trắng cùng tính cách đôn hậu và cởi mở, nhiều người nhìn thấy ở bà hình ảnh của người phụ nữ truyền thống, tận tuỵ với gia đình. Người dân Mỹ vẫn xem Bush như là "người đàn ông của gia đình". Trong suốt cuộc đời hoạt động chính trị, ông luôn được hậu thuẫn bởi gia đình đông đảo và đầm ấm của mình. Người lãnh đạo và chăm sóc gia tộc này là Barbara Bush.
Barbara Bush đặc biệt quan tâm đến cuộc vận động xoá nạn mù chữ trong gia đình với niềm tin càng có nhiều người biết đọc, biết viết và có kiến thức thì càng có nhiều cơ may giải quyết các vấn nạn của xã hội. Năm 1989, bà giúp thành lập Tổ chức Barbara Bush với mục tiêu xoá nạn mù chữ ở gia đình.

## Sau khi rời Toà Bạch Ốc
Barbara đã sống với chồng tại Houston, Texas và ở Gia trang Bush tại Kennebunkport, tiểu bang Maine.
Có ba trường tiểu học ở Texas được đặt theo tên của bà. Một ở Houston là trường Houston ISD, một là trường Conroe ISD trong khu Woodlands thuộc Quận Montgomery, còn lại là trường Grand Prairie ISD ở ngoại ô thành phố Dallas. Một trường tiểu học khác ở Mesa, Arizona cũng mang tên bà. Ngoài ra, còn có Bệnh viện Nhi đồng Barbara Bush thuộc Trung tâm Y tế Maine ở Portland, tiểu bang Maine. Một trong hai cô con gái sinh đôi của George W. Bush được đặt theo tên của bà nội. Bà là thành viên Ban Quản trị AmeriCares và Y viện Mayo, bà cũng là chủ tịch Tổ chức Barbara Bush. Barbara Bush thường nói chuyện trên chương trình "Mrs. Bush's Story Time" phát sóng toàn quốc nhấn mạnh đến tầm quan trọng của việc đọc sách cho trẻ em nghe. Bà cũng là tác giả của C. Fred's Story (Câu chuyện của C. Fred) và cuốn sách bán chạy nhất Millie's Book (Quyển sách của Millie), tiền lãi của hai cuốn sách này được dành cho chương trình xoá nạn mù chữ. Gần đây, bà viết Barbara Bush: Một Hồi ức trở thành hồi ký bạn chạy nhất, trong đó bà đề cao tầm quan trọng của gia đình, đức tin và tình bằng hữu.

## Phê phán
Barbara Bush nổi tiếng vì thường có những nhận xét chua chát, đôi khi gây tranh cãi trong công luận. Ngày 18 tháng 3 năm 2003, xuất hiện trong chương trình Good Morning America của đài truyền hình ABC, bà nói: "Tại sao chúng ta phải nghe những chuyện chết chóc và những túi đựng xác? Tôi muốn nói là nó không thích hợp. Tại sao chúng ta phải bận tâm về những điều giống như thế?" Những người chỉ trích cho rằng những lời này biểu thị một tấm lòng chai sạn, trong khi những người ủng hộ xem đó chỉ đơn giản là một cách bác bỏ những suy diễn về chuyện chết chóc khi cuộc chiến Iraq vẫn chưa xảy ra.

## Qua đời
Barbara Bush qua đời vì tuổi cao sức yếu vào ngày 17 tháng 4 năm 2018, tại tư gia ở Houston, Texas, hưởng thọ 92 tuổi.
Tang lễ đã được tổ chức tại Houston, Texas, vào ngày 21 tháng 4 năm 2018, với hơn 1500 người tham dự, trong đó có các cựu Tổng thống George H. W. Bush, Bill Clinton, George W. Bush và Barack Obama, Đệ Nhất Phu nhân Melania Trump và các cựu Đệ Nhất Phu nhân Hillary Clinton, Laura Bush và Michelle Obama. Sau buổi lễ, bà đã được chôn cất tại thư viện Tổng thống George Bush bên cạnh đứa con gái là Robin, đã mất khi mới được 3 tuổi vì bệnh bạch cầu.